# Семигорівка
Семигорівка (рос. Семигоровка) — присілок у Терновському районі Воронезької області Російської Федерації.
Населення становить 57 осіб. Входить до складу муніципального утворення Тамбовське сільське поселення.

## Історія
Населений пункт розташований у межах історичного регіону Чорнозем'я.
Від 1929 року належить до Терновського району, спочатку в складі Центрально-Чорноземної області, а від 1934 року — Воронезької області.
Згідно із законом від 15 жовтня 2004 року входить до складу муніципального утворення Тамбовське сільське поселення.

## Населення
| 2010 |
| ---- |
| 57   |